# Nová Ves nad Popelkou
Nová Ves nad Popelkou (deutsch: Neudorf an der Popelka) ist eine Gemeinde im Okres Semily, Tschechien. Sie erstreckt sich zwei Kilometer südöstlich der Stadt Lomnice nad Popelkou entlang des Flüsschens Popelka.

## Geographie
Das Dorf liegt in 428 m ü. M. Nachbarorte sind Lomnice nad Popelkou im Nordwesten, Libštát im Norden, Bělá und Ústí im Osten sowie Syřenov, Žďár u Kumburku und Ploužnice im Süden.

## Geschichte

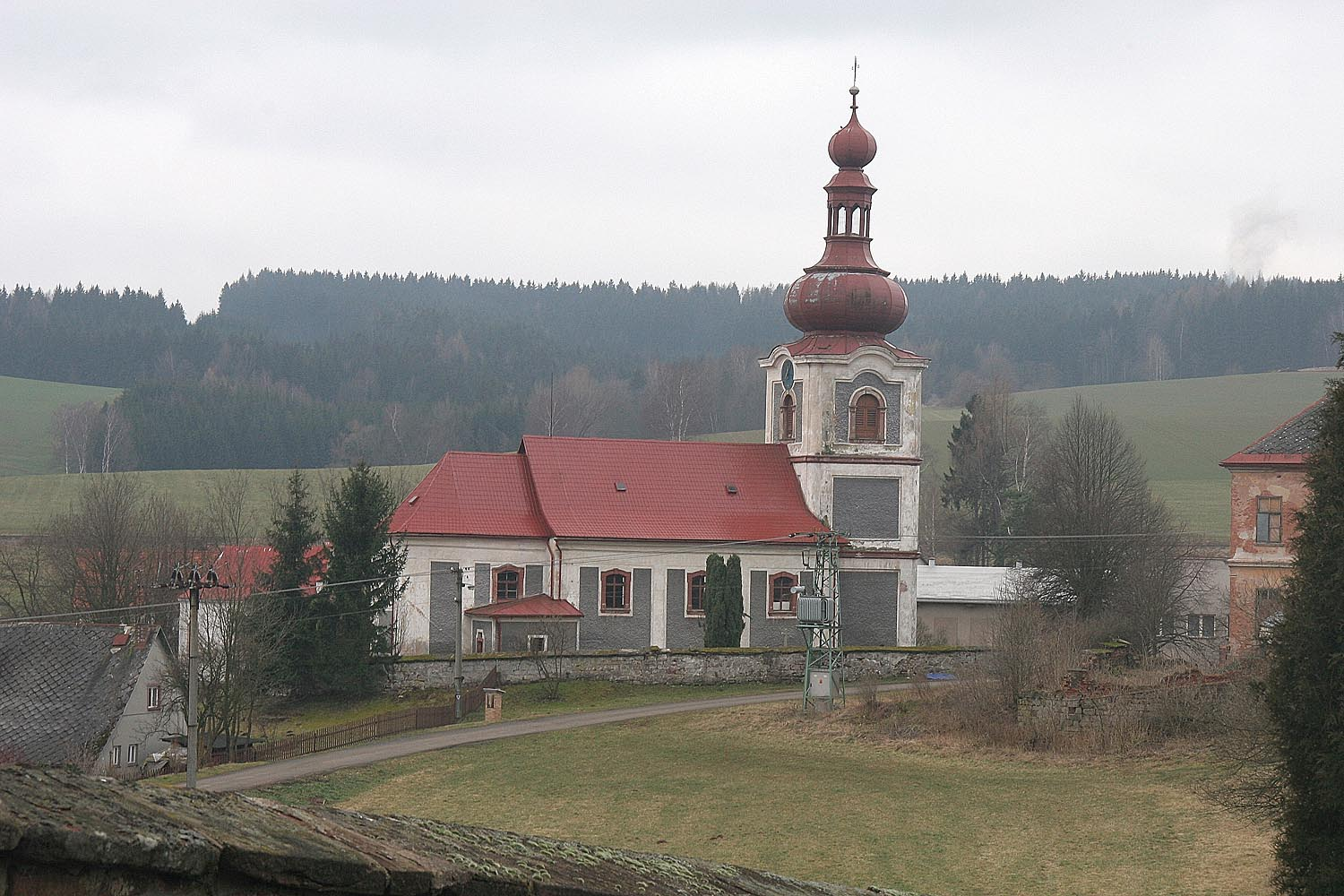
St.-Prokop-Kirche in Nová Ves nad Popelkou

Der Ort wurde wahrscheinlich zwischen 1200 und 1250 gegründet. Nach anderer Quelle soll die Besiedlung schon um 1097 erfolgt sein. Da die Kapelle dem 1204 heiliggesprochenen Prokop geweiht wurde, erscheint erstere Annahme glaubwürdiger. Die ersten schriftlichen Erwähnungen über den Ort, der lange Zeit Nová Ves u Lomnice v Jičínsku genannt wurde, stammen von 1360.
1747 wurde die hölzerne Kapelle durch einen steinernen Kirchenbau ersetzt und zwei Jahre später der Kirchturm errichtet. Im Ersten Weltkrieg wurden die Glocken bis auf eine und das Totenglöckchen eingeschmolzen. 1925 erhielt die Kirche drei neue Glocken, die im Zweiten Weltkrieg wieder verloren gingen.
1990 wurden zwei neue Glocken aus Brodek u Přerova beschafft und im Jahre darauf geweiht.
Das neben der St.-Prokop-Kirche befindliche Pfarrhaus wurde 1787 erbaut und 1893 erneuert.
Neben zwei Agrarbetrieben besteht noch ein holzverarbeitender Betrieb. Nová Ves besitzt ein Freibad und Sportanlagen. Der Ort ist angebunden an Wander- und Fahrradwege, die im Winter gute Langlaufstrecken sind.
Im Mai 1945 kapitulierte die 18. SS-Freiwilligen-Panzergrenadier-Division „Horst Wessel“ in der Nähe von Neudorf. Hierunter befand sich auch der letzte Reichsführer SS, Karl Hanke, welcher von tschechischen Partisanen angeschossen und erschlagen wurde.

## Ehrenbürger
- seit 1994: Antonín Chmelík (1924–1995), tschechischer Maler und Zeichner